# Татлытуг, Кыванч
Кыва́нч Татлыту́г (тур. Kıvanç Tatlıtuğ; род. 27 октября 1983, Адана) — турецкий актёр, получивший две премии Golden Butterfly Awards за лучшую мужскую роль (2009 и 2012 годы). Участник конкурсов Лучшая модель Турции и Лучшая модель мира в 2002 году.

## Биография
Родился 27 октября 1983 года в Адане, Турция, в многодетной семье Эрдема и Нуртен Татлытуу, имеет четырёх братьев и сестру.
Обучался в частном колледже, имея высокий рост (187 см), увлекался баскетболом. Из-за болезни отца, которому потребовалась операция на сердце, переехал в Стамбул, где продолжил учёбу. Здесь играл в баскетбольной команде «Бешикташ», но из-за травмы ушёл из спорта. Изучал актёрское мастерство в драматической студии при государственном театре. Проживает в Стамбуле.
В 2001 году начал свою карьеру в качестве модели. Стал победителем конкурсов Best Model of Turkey и Best Model of The World в 2002 году.
СМИ Турции часто называют Татлытуу турецким Брэдом Питтом.
Широкую славу и известность Кыванчу принесла роль Бехлюля в сериале «Запретная любовь», где его партнёршей стала одна из самых популярных актрис Берен Саат. Сыграл главную роль в телесериале «Курт Сеит и Александра». С августа 2016 по июнь 2017 года снимался в сериале «Отважный и красавица», где его партнёршей стала известная актриса Туба Бюйюкюстюн.
Лауреат премии кинофестиваля «Золотой кокон» в Адане (2008 год).
Кыванч Татлытуу в числе номинантов премии "Золотая Бабочка 2019" в категории "Лучший актёр" за роль Кадира Адалы в сериале "Столкновение".
Кыванч является послом ЮНИСЕФ и защищает права детей. В интервью албанскому ТВ 2019  он сказал : "ЮНИСЕФ имеет важное значение для будущего детей и всего мира. Я являюсь послом ЮНИСЕФ с 25 лет. Работа для детей — это привилегия. Каждый ребенок заслуживает лучшей жизни. Я призываю всех внимательно относиться к вопросам прав детей и поддерживать инициативы ЮНИСЕФ."

## Личная жизнь
С 2004 года Кыванч начал встречаться с актрисой Азрой Акын, в январе 2013 пара рассталась. С середины 2013 Кыванч начал встречаться со стилистом Башак Дизер; 19 февраля 2016 года пара вступила в брак. Церемония бракосочетания проходила в Посольстве Турции в Париже. 15 апреля 2022 года у Кыванча Татлытуга родился сын Курт Эфе.

## Фильмография
| Год       |    | Русское название                        | Оригинальное название         | Роль                   |
| --------- | -- | --------------------------------------- | ----------------------------- | ---------------------- |
| 2005—2007 | с  | Серебро                                 | Gümüş                         | Мехмет Садоглу         |
| 2007      | ф  | Американцы на Чёрном море 2             | Amerikalılar Karadeniz'de 2   | Музаффар               |
| 2007—2008 | с  | Менекше и Халиль                        | Menekşe ile Halil             | Халиль Туглу           |
| 2008—2010 | с  | Запретная любовь                        | Aşk-ı Memnu                   | Бехлюль Хазнедар       |
| 2010      | с  | Эзель                                   | Ezel                          | Секиз / Рамиз Караески |
| 2010      | мф | История игрушек: Большой побег          | Toy Story 3                   | Кен (дубляж)           |
| 2011—2013 | с  | Кузей Гюней                             | Kuzey Güney                   | Кузей Текиноглу        |
| 2013      | ф  | Сон бабочки                             | Kelebeğin Rüyası              | Музаффер Тайип Услу    |
| 2014      | с  | Курт Сеит и Александра                  | Kurt Seyit ve Şura            | Курт Сеит Эминов       |
| 2016      | с  | Отважный и красавица                    | Cesur ve Güzel                | Джесур Алемдароолу     |
| 2017      | ф  | Указ о выселении 1492 (в производстве)  | Edict of Expulsion 1492       | Бенджамин              |
| 2018—2019 | с  | Столкновение                            | Çarpışma                      | Кадир Адалы            |
| 2022      | с  | Подводная лодка Yakamoz S-245           | Yakamoz S-245                 | Арман                  |
| 2023      | ф  | Заканчивается посадка на рейс в Стамбул | The Last Call for Stambul     | Мехмет                 |
| 2023      | с  | Семья                                   | Aile                          | Аслан                  |
| 2022      | ф  | Праздник влюблённых                     | Asıklar Bayrami               | Юсуф                   |
| 2019      | ф  | Полёт на ковре-самолете 2               | Organize Isler: Sazan Sarmali | Сарухан                |
| 2023      | ф  | Бога-Бога                               | Boga Boga                     | Он                     |
| 2018      | ф  | Давай, сынок!                           | Hadi Be Oglum                 | Али                    |